# Tuân Dần
Tuân Dần (chữ Hán: 荀寅), hay Trung Hàng Dần (中行寅), tức Trung Hàng Văn tử (中行文子), là vị tông chủ thứ 5 và cuối cùng của họ Trung Hàng, một trong lục khanh nước Tấn thời Xuân Thu trong lịch sử Trung Quốc.
Ông là con của Tuân Ngô, tông chủ thứ tư của họ Trung Hàng. Năm 519 TCN, Tuân Ngô qua đời, Tuân Dần lên thế tập.

## Sự nghiệp
năm 509 TCN, Sái Chiêu hầu bị đại phu Nang Ngõa nước Sở đòi hối lộ không được, bị giữ lại 3 năm không cho về. Người nước Sái biết Nang Ngõa tham lam, phải hối lộ để đón vua về. Sái Chiêu hầu tức giận, xin Tấn giúp đánh Sở.
Năm 506 TCN, Tấn Định công sai Sĩ Ưởng hội các chư hầu Tề, Lỗ, Tống, Vệ, Trịnh, Trần, Cử, Chu, Đằng, Đốn, Tiết, Hồ, Kỷ, Tiểu Châu để bàn đánh nước Sở giúp Sái. Song Tuân Dần lại đòi nước Sái hối lộ. Sái Chiêu công không chịu. Tuân Dần bèn khuyên Sĩ Ưởng không nên đánh Sở, Sĩ Ưởng rút quân về. Từ đó nước Tấn mất uy tín với chư hầu.
Năm 502 TCN, Tề và Lỗ có xung đột. Tấn Định công cử Tuân Dần cùng Triệu Ưởng, Phạm Ưởng đi cứu Lỗ. Tuy nhiên giao tranh qua năm sau thì hai nước bãi binh.
Năm 497 TCN, Triệu Ưởng gặp tướng trấn thủ là Triệu Ngọ vốn là người cùng họ xa, hỏi xin 500 hộ dân mà Vệ Linh công đã dâng nộp. Triệu Ngọ ban đầu bằng lòng, sau nghe thủ hạ can ngăn, bèn thác cớ không đáp ứng.
Triệu Ưởng giận Triệu Ngọ bèn mang quân tấn công Hàm Đan., giết Ngọ Triệu Ngọ là cháu gọi Tuân Dần bằng cậu; nhà Tuân Dần lại thông gia với Phạm (Sĩ) Cát Xạ. Vì vậy Tuân Dần và Sĩ Cát Xạ ủng hộ Triệu Ngọ, bèn cùng nhau đánh Triệu Ưởng. Triệu Ưởng chạy về cố thủ ở Tấn Dương.
Theo luật nước Tấn, người làm loạn đầu tiên phải bị tử hình, do đó Tấn Định công ủng hộ họ Phạm và họ Trung Hàng. Nhưng các đại phu Tuân Lịch, Hàn Bất Tín, Ngụy Mạn Đa lại có tư thù với họ Phạm và họ Trung Hàng, bèn mang quân giúp Triệu Ưởng.
Tấn Định công lại ngả theo phe bốn họ Hàn, Ngụy, Trí, Triệu. Tuân Dần và Sĩ Cát Xạ thua trận phải bỏ chạy về thành Triều Ca. Tề Cảnh công sai người chở thóc đến Triều Ca giúp Phạm Cát Xạ và Tuân Dần.
Năm 494 TCN, bốn họ Ngụy, Hàn, Trí, Triệu hạ được thành Triều Ca. Tuân Dần và Phạm Cát Xạ chạy trốn sang Hàm Đan. Năm 490 TCN, Triệu Ưởng lại hạ Hàm Đan, họ Phạm và Trung Hàng chạy sang Bách Nhân. Triệu Ưởng lại mang quân vây bức thành Bách Nhân, Tuân Dần và Phạm Cát Xạ chạy sang nước Tề, từ đó họ Phạm và họ Trung Hàng mất vị trí trên vũ đài chính trị nước Tấn, quyền hành nước Tấn trong tay 4 họ thượng khanh Trí, Hàn, Triệu, Ngụy, gọi là Tứ khanh.
Sau không rõ năm nào, Tuân Dần mất ở nước Tề. Ông được truy tôn là Trung Hàng Văn tử.